# Albert Bourlon
Albert Bourlon (23 de novembro de 1916 - 16 de outubro de 2013) foi um ciclista profissional francês, nascido em Sancergues. Em 1947, Bourlon ganhou a etapa 14 do Tour de França. Quase desde o começo da corrida, adiantou-se e avançou sózinho 253 km; esta foi a máxima distância percorrida por um ciclista em solitário na história do Tour de France posterior à Segunda Guerra Mundial. A sua primeira participação no Tour de France foi em 1938; durante dita guerra esteve preso na Polónia, ainda que conseguiu exiliar-se na Romênia. Ali ganhou a Bucarest-Ploesti-Bucarest em 1944. Bourlon foi, também, membro do Partido comunista e trabalhou na Renault, em onde se mostrou a favor da luta operária.